# 七尾服飾専門学校
七尾服飾専門学校（ななおふくしょくせんもんがっこう）とは、石川県七尾市にある専修学校（専門学校）である。
能登地方で唯一の洋裁専門学校であったが、2004年（平成16年）から休校している。

## 概要
昭和26年、錦木立子により設立される。昭和51年に学校法人による運営となる。
- 所在地：〒926‐0814　七尾市所口町甲部3番地4
- 設置者：学校法人七尾服飾専門学校
- 設置学科：洋裁科（3年）

## 歴史
- 1951年（昭和26年）5月15日：七尾服飾専門学校が設立。
- 1976年（昭和51年）4月1日0：学校法人七尾服飾専門学校が設立され、運営母体となる。
- 2004年（平成16年）：休校。